# Sauvimont
Sauvimont (gaskognisch gleichlautend) ist eine französische Gemeinde mit 66 Einwohnern (Stand 1. Januar 2022) im Département Gers in der Region Okzitanien (vor 2016 Midi-Pyrénées). Sie gehört zum Kanton Val de Save im Arrondissement Auch.

## Lage
Sauvimont liegt etwa 39 Kilometer südwestlich von Toulouse an der Aussoue, im Osten verläuft ihr Zufluss Lieuze. Umgeben wird Sauvimont von den Nachbargemeinden Samatan im Norden, Monblanc im Nordosten, Saint-Loube im Osten, Montégut-Savès im Süden sowie Puylausic im Südwesten und Westen.

## Bevölkerungsentwicklung
| Jahr                       | 1962 | 1968 | 1975 | 1982 | 1990 | 1999 | 2006 | 2011 | 2020 |
| Einwohner                  | 72   | 58   | 49   | 37   | 42   | 39   | 63   | 70   | 67   |
| Quellen: Cassini und INSEE |      |      |      |      |      |      |      |      |      |

## Sehenswürdigkeiten
- Kirche Saint-Pierre
- Priorat Saint-Augustin aus dem 14. Jahrhundert

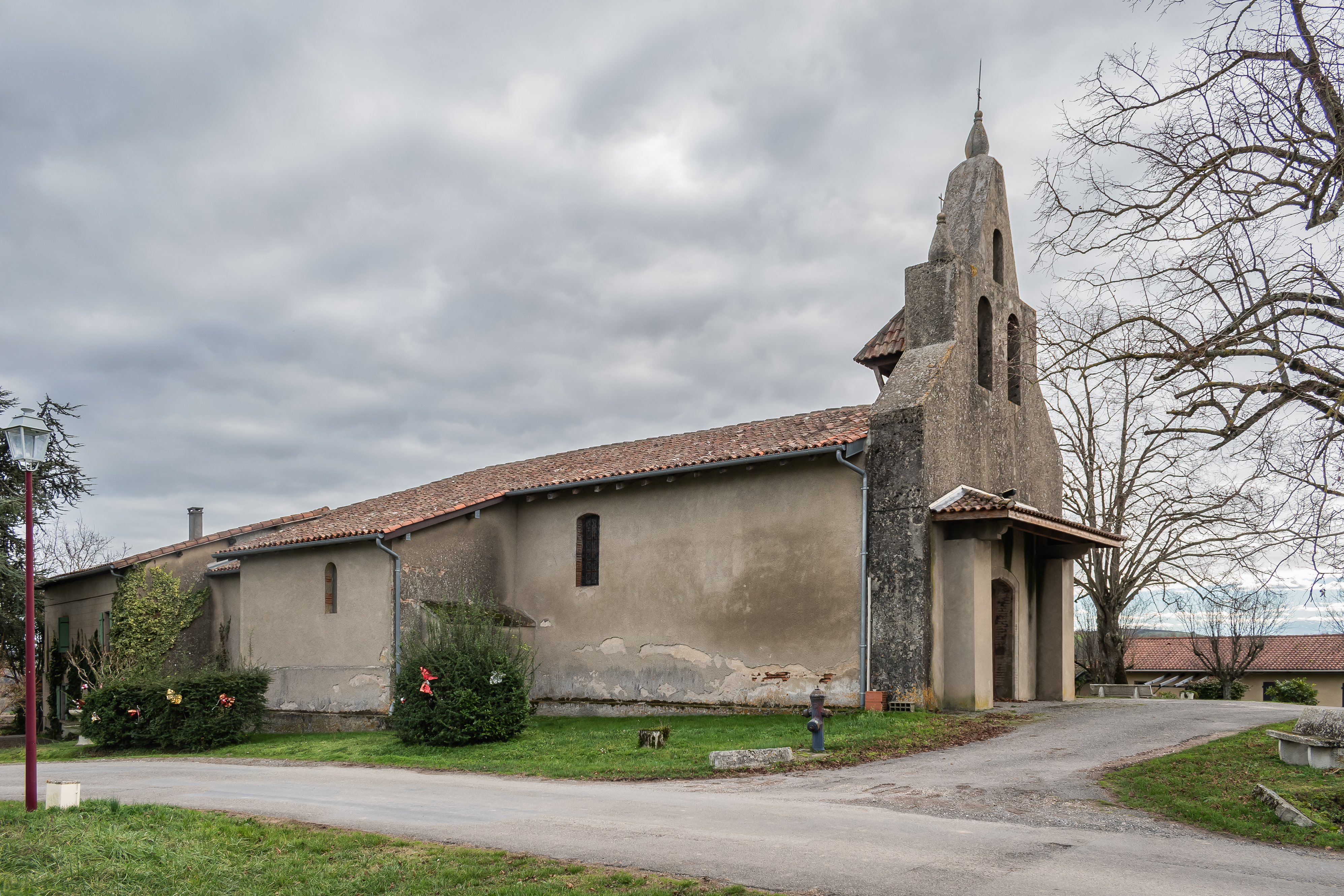
Kirche Saint-Pierre